# ژان-پیر بارت
ژان-پیر بارت (انگلیسی: Jean-Pierre Baert؛ زادهٔ ۲۹ نوامبر ۱۹۵۱) دوچرخه‌سوار اهل بلژیک است.